# Pasteur Network
 (avril 2023).
Le  Pasteur Network, anciennement appelé Réseau International des Instituts Pasteur, est un regroupement international d'institutions de recherches, avec pour mission de contribuer à l’amélioration de la santé humaine et de lutter contre les maladies infectieuses. Ces institutions ont ainsi un rôle de recherche biomédicale, de formation et de surveillance épidémiologique des infections qui menacent la santé mondiale.
Le RIIP a été créé en 2011 en France et a été remplacé en 2021 par le Pasteur Network, à la demande de ses membres et pour une gouvernance modernisée et équitable. Les établissements membres sont répartis sur les cinq continents. C'est une communauté scientifique de coopération internationale avec une cooptation de ses membres.

## Description
Unis par les valeurs pasteuriennes, ces instituts ont des missions de service, de santé publique, de formation et de recherche. Celles-ci sont dirigées contre les principales maladies infectieuses touchant les populations au sein desquelles les instituts sont implantés (paludisme, tuberculose ou encore SIDA).
Ils contribuent à une veille sanitaire, microbiologique et épidémiologique à l'échelle de la planète.
Le pasteur Network est une communauté humaine et scientifique qui rassemble plus de 30 membres établis dans plus de 20 pays qui contribuent ensemble à l'amélioration de la santé mondiale.

## Activités
Le Pasteur Network organise ses activités autour de quatre axes stratégiques : la préparation aux épidémies et les impacts du changement climatique sur la santé, la recherche-développement et l'innovation, la mise en place d'une communauté de scientifiques multidisciplinaires, et la gouvernance.
En matière de prévention des épidémies, plusieurs membres du Pasteur Network travaillent sur des projets de recherche étudiant les effets du changement climatique sur la santé.
En 2021, lors de la pandémie de COVID-19, les membres du Pasteur Network ont contribué à développer des vaccins à ARN messagers.

## Objectifs
Le Pasteur Network a pour ambition de favoriser les synergies scientifiques et opérationnelles entre ses membres afin de répondre efficacement aux grands défis sanitaires mondiaux. Ses principales priorités se concentrent sur :
- La compréhension de la transition épidémiologique, notamment les changements dans les profils de maladies liés au vieillissement de la population, et leurs conséquences sur les populations vieillissantes.
- Soutenir la santé de la mère et de l’enfant, en intégrant des approches innovantes de prévention, de diagnostic et de traitement dans les contextes locaux.
- La lutte contre la résistance aux antimicrobiens, un phénomène en forte progression qui menace l'efficacité des traitements actuels et représente un enjeu global de santé publique.
- L'étude des maladies à transmission vectorielle, telles que la dengue, le paludisme ou la chikungunya, souvent endémiques dans les régions tropicales et subtropicales.
- L'exploration des principales zoonoses endémiques et émergentes (comme Ebola, la rage ou les coronavirus), dans le cadre d’une approche intégrée de type One Health (une seule santé), qui considère les liens entre la santé humaine, animale et environnementale.

## Instituts membres

### Europe
- Institut Pasteur de Paris[8]
- Institut Pasteur de Lille[9]
- Institut Pasteur Hellenique (Grèce)[10]
- Institut Stefan Angeloff (Bulgarie)[11]
- Fondation Cenci Bolognetti Rome[12]
- Institut Pasteur de Saint-Pétersbourg[13]

### Afrique
- Institut Pasteur d'Algérie[14]
- Institut Pasteur de Bangui[15]
- Institut Pasteur de Côte d'Ivoire[16]
- Institut Pasteur de Dakar[17]
- Centre Pasteur du Cameroun[18]
- CERMES (Niamey, Niger)[19]
- Institut Pasteur du Maroc[20]
- Institut Pasteur de Madagascar[21]
- Institut Pasteur de Guinée
- Institut Pasteur de Tunis[22]

### Amérique
- Fondation Oswaldo Cruz, Brésil[23]
- Institut Armand-Frappier Santé Biotechnologie de l'INRS (Laval, Québec, Canada)[24],[25]
- Institut Pasteur de Guadeloupe[26]
- Institut Pasteur de la Guyane française[27]
- Institut Pasteur de Montevideo, Uruguay[28]
- Institut Pasteur de Sao Paulo

### Asie-Pacifique
- Institut Pasteur du Cambodge[29]
- Institut Pasteur de Corée[30]
- Institut Pasteur du Laos[31]
- Institut Pasteur d'Iran[32]
- Institut Pasteur de Nouvelle-Calédonie[33]
- Centre Pasteur de Hong Kong[34]
- Institut Pasteur d'Hô-Chi-Minh-Ville[35]
- Institut national d'hygiène et d'épidémiologie (NIHE), Hanoï
- Institut Pasteur de Nha Trang[36]

## Institutions correspondantes
- Institut scientifique de Santé publique Sciensano[37] (Belgique)[38]

## Instituts disparus ou apparentés
Les instituts cités ci-dessous ont été fermés ou ont changé d'identité ou d'activité en quittant le RIIP.
- Pasteur Intézet (Budapest, Hongrie, 1890-?)
- Instituto Pasteur de Lisboa (IPL) & (1895-)
- Institut Pasteur de Brazzaville (Congo, 1908), devenu Laboratoire National de la Santé (1968)
- Laboratoire de microbiologie de Fort de France (1910) devenu I.P. de Martinique en 1938.
- Laboratoire de microbiologie de Phnom-Penh (1912), devenu I.P. du Cambodge (détruit en 1975).
- Kindia (Guinée,1923) devenu IRBG (199?)
- Laboratoire de microbiologie de Pointe-à-Pitre (1924) devenu I.P. de Guadeloupe (1948)
- Institut Marchoux (1935) devenu CNAM (Bamako)[39]
- Centre Muraz (Bobo Dioulasso, Burkina Faso)[40]
- Institut Pasteur de Dalat (Indochine, aujourd'hui Vietnam, 1936)
- Institut Pasteur de Shanghaï (Chine, 1938)
- Laboratoire de microbiologie de Hué (Vietnam)
- Institut Louis Malardé, Papeete[41]
- Instituto de Biologica de Altura (La Paz, Bolivie)[42]
- Institut Pasteur d'Indonésie